# Stichopogon punctiferus
Stichopogon punctiferus là một loài ruồi trong họ Asilidae. Stichopogon punctiferus được Bigot miêu tả năm 1878. Loài này phân bố ở vùng Cổ Bắc giới.